# لو ياكوبس
لو ياكوبس (بالألمانية: Lou Jacobs)‏ هو لاعب سيرك ‏ ألماني، ولد في 1903 في بريمرهافن في ألمانيا، وتوفي في 13 سبتمبر 1992 في ساراسوتا في الولايات المتحدة.

## وصلات خارجية
- لو جاكوبس على موقع IMDb (الإنجليزية)
- لو جاكوبس على موقع قاعدة بيانات الفيلم (الإنجليزية)